# ثعلبة بن حاطب
ثعلبة بن حاطب بن عمرو (المتوفي سنة 3 هـ) صحابي من الأنصار من بني أمية بن زيد من الأوس، ذكره موسى بن عقبة وابن إسحاق وابن الكلبي فيمن شهد غزوة بدر، وزاد ابن الكلبي أنه قتل بغزوة أحد. وقد آخى النبي محمد بينه وبين معتب بن الحمراء الخزاعي. وترك ثعلبة من الولد عبيد الله وعبد الله وعمير أمهم من بني واقف من الأنصار، ورفاعة وعبد الرحمن وعياض وعميرة أمهم لبابة بنت عقبة بن بشير الغطفانية.
روى أبو أمامة الباهلي قصة عن ثعلبة بن حاطب أنه سأل النبي محمد أن يدعو الله أن يرزقه مالاً، فدعا له بعد أن ردّه ثلاث مرات، فنما ماله، ثم بعث له النبي محمد بعد فترة من يأخذه منه زكاة ماله، فأبى. ثم ندم وذهب إلى النبي محمد بزكاته، فلم يقبلها حتى توفي النبي، ونزلت فيه آيات: ﴿وَمِنْهُمْ مَنْ عَاهَدَ اللَّهَ لَئِنْ آتَانَا مِنْ فَضْلِهِ لَنَصَّدَّقَنَّ وَلَنَكُونَنَّ مِنَ الصَّالِحِينَ ۝٧٥ فَلَمَّا آتَاهُمْ مِنْ فَضْلِهِ بَخِلُوا بِهِ وَتَوَلَّوْا وَهُمْ مُعْرِضُونَ ۝٧٦ فَأَعْقَبَهُمْ نِفَاقًا فِي قُلُوبِهِمْ إِلَى يَوْمِ يَلْقَوْنَهُ بِمَا أَخْلَفُوا اللَّهَ مَا وَعَدُوهُ وَبِمَا كَانُوا يَكْذِبُونَ ۝٧٧ أَلَمْ يَعْلَمُوا أَنَّ اللَّهَ يَعْلَمُ سِرَّهُمْ وَنَجْوَاهُمْ وَأَنَّ اللَّهَ عَلَّامُ الْغُيُوبِ ۝٧٨﴾ [التوبة:75–78]، ثم لم يقبلها بعده خلفاؤه أبو بكر الصديق وعمر بن الخطاب وعثمان بن عفان، حتى توفي ثعلبة في خلافة عثمان. وقد اختلف المؤرخون في شخص ثعلبة بن حاطب المذكور في تلك القصة، فأخذ ابن الأثير الجزري في كتابه «أسد الغابة في معرفة الصحابة» برأي ابن إسحاق الذي عدّ ثعلبة في المنافقين، وذكر الآية التي نزلت في ثعلبة بن حاطب، لكنه ذكر فيمن شهد غزوة بدر ثعلبة بن حاطب، ولم يذكر نسبه. بينما فرّق ابن حجر العسقلاني بينه وبين الآخر في كتابه «الإصابة في تمييز الصحابة»، فلم يذكر القصة في ترجمة ثعلبة، وذكرها في ترجمة الآخر الذي سمّاه «ثعلبة بن أبي حاطب»، وذكر أنه من المنافقين الذين بنوا مسجد ضرار. كذلك لم يذكر ابن سعد القصة في ترجمته لحاطب في كتابه «الطبقات الكبرى». كما أنكر القرطبي في تفسيره أن يكون ثعلبة بن حاطب هو المقصود في تلك القصة، فقال: «وثعلبة بدري أنصاري وممن شهد الله له ورسوله بالإيمان حسب ما يأتي بيانه في أول الممتحنة، فما روي عنه غير صحيح». بل وضعّف السيوطي القصة في كتابه «لباب النقول في أسباب النزول» وقال أبو بكر البيهقي فيها نظر.